# 持田明子
持田 明子（もちだ あきこ、1941年8月28日 - ）は、フランス文学研究者・翻訳家。九州産業大学名誉教授。別府市出身。1964年東京大学文学部仏文科卒業。69年同大学院人文科学研究科仏文学博士課程中退。東亜大学教授、1987年九州産業大学国際文化学部教授、2012年定年、名誉教授。

## 著書
- 『ジョルジュ・サンド 1804-76 自由、愛、そして自然』藤原書店 2004。サンド入門書

### 翻訳
- ポール・ショヴァン、アンドレ・ルーセル『大気汚染』持田勲共訳 白水社 文庫クセジュ 1976
- パストゥール・ヴァレリー=ラド『人間パストゥール』持田勲共訳 みすず書房 1979
- マリー=ルイーズ・ボンシルヴァン=フォンタナ『ジョルジュ・サンド』リブロポート 1981
- レミ・ジャコブ『交響曲』広田健共訳 白水社 文庫クセジュ 1983
- 『マリー・ラフォレの伝説と物語』白水社 1983
- ドミニク・デザンティ『新しい女 19世紀パリ文化界の女王マリー・ダグー伯爵夫人』藤原書店 1991、新版2022。正確な著者名表記は「ドゥサンティ」
- アンヌ・ヴァンサン=ビュフォー『涙の歴史』藤原書店 1994
- 『ジョルジュ・サンドからの手紙 スペイン・マヨルカ島、ショパンとの旅と生活』編・構成 藤原書店 1996
- 『往復書簡サンド=フロベール』編訳 藤原書店 1998
- オデット・ジョワイユー『写真の発明者 ニエプスとその時代』パピルス 1998
- ベルナデット・ショヴロン『赤く染まるヴェネツィア サンドとミュッセの愛』藤原書店 2000
- 『サンドー政治と論争』ミシェル・ペロー編 藤原書店 2000
- ミシェル・ペロー『歴史の沈黙 語られなかった女たちの記録』藤原書店 2003
- ジョルジュ・サンド『セレクション6　魔の沼 ほか』藤原書店 2005
- ドミニク・ボナ『黒衣の女ベルト・モリゾ 1841-95』藤原書店 2006
- ジョルジュ・サンド『セレクション5　ジャンヌ 無垢の魂をもつ野の少女』藤原書店 2006
- ジョルジュ・サンド『セレクション3・4　歌姫コンシュエロ 愛と冒険の旅』上・下、大野一道共監訳 原好男共訳 藤原書店 2008
- アシア・ジェバール『墓のない女』藤原書店 2011
- ジョルジュ・サンド『セレクション 9 書簡集 1812-1876』大野一道共編・監訳・藤原書店 2013[3]
- マルティーヌ・リード『なぜ〈ジョルジュ・サンド〉と名乗ったのか?』藤原書店 2014
- ミシェル・ペロー『寝室の歴史　夢／欲望と囚われ／死の空間』藤原書店 2021

## 論文
- Cinii